# Orono (Maine)
Orono è un comune degli Stati Uniti d'America, situato nel Maine, nella contea di Penobscot. In questa città ha sede l'Università del Maine.